# Neuss
Neuss là một thành phố trong bang North Rhine-Westphalia, Đức. Thành phố có 158.000 người (năm 2010). Thành phố nằm ở bờ tây sông Rhine đối diện Düsseldorf. Neuss là thành phố lớn hơn trong huyện Rhein-Kreis Neuss và sự thịnh vượng là nhờ nằm trên các tuyến giao cắt thương mại.